# Eusebius van Rome (2e eeuw)

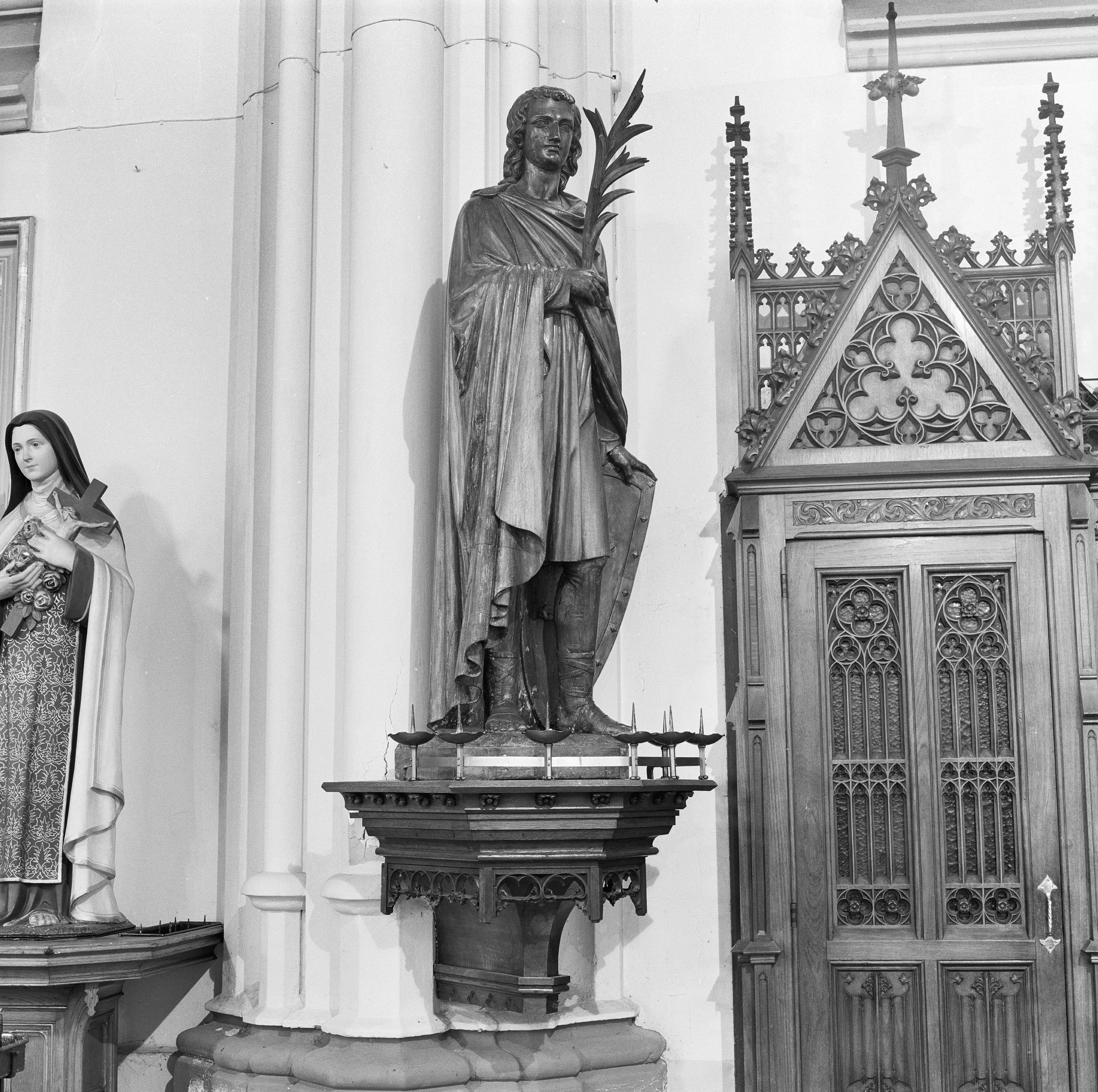
Standbeeld van Sint Eusebius in de voormalige Kleine Eusebiuskerk (Arnhem)

Eusebius van Rome is een christelijke martelaar en heilige die volgens de overlevering leefde in de 2e eeuw, ten tijde van keizer Commodus (180-192). Eusebius wordt vereerd als heilige in het christendom. Zijn feestdag is op 25 augustus. 

## Leven en marteldood
De marteldood van Eusebius is beschreven in de Acta die de marteldood van de metgezellen Pontianus, Vincentius, Peregrinus en Eusebius beschrijft. Deze Acta bestaan uit negen lezingen die voorgelezen werden tijdens de liturgie op de feestdag van de heilige.
Hij heeft samen met zijn metgezellen Pontianus, Vincentius en Peregrinus vele Romeinen – onder wie een senator – tot het christendom bekeerd. Naast de verkondiging van het Evangelie droeg hij zorg voor de armen. Ook verzorgde hij christelijke begrafenissen. Eusebius en zijn gezellen werden door de keizer gevangen genomen en gemarteld. Volgens de overlevering werd zijn tong afgesneden, maar zelfs zonder tong bleef Eusebius het Woord van Christus verkondigen en wonderen verrichten. Daarop werd hij door keizer Commodus ter dood veroordeeld.

## Relieken
Volgens twee 9e-eeuwse kronieken werden de relieken van Eusebius onder paus Nicolaas I overgebracht naar Gallië. Er is echter geen duidelijkheid over het klooster waar de relieken werden ondergebracht. Volgens een document uit de archieven van de benedictijner abdij van Prüm werden de lichaamsresten van Eusebius geschonken door paus Sergius II aan abt Markward van Prüm samen met de relieken van 45 andere heiligen. Het was pastoor Walram van Wamel die in 1453 de relieken van Sint Eusebius vanuit de abdij van Prüm naar Arnhem bracht. Het was zijn hoop dat de parochie door deze relieken zou opleven. Hij is al eeuwenlang de patroon van Arnhem en sinds 2010 is hij ook de patroonheilige van de parochie St. Eusebius aldaar. Deze reliekschrijn met zijn schedel en tong werd tentoongesteld in de schatkamer van Museum Catharijneconvent te Utrecht. Op 3 februari 2024 kreeg de schrijn een nieuwe permanente plek in de Sint-Martinuskerk aan de Steenstraat in Arnhem. Mgr. Woorts zegende deze ruimte in tijdens een Eucharistieviering. 